# Franz Salmhofer
Franz Salmhofer (ur. 22 stycznia 1900 w Wiedniu, zm. 22 września 1975 tamże) – austriacki kompozytor, dyrygent i klarnecista.

## Życiorys
Studiował w Universität für Musik und darstellende Kunst Wien oraz na Uniwersytecie Wiedeńskim. Jego nauczycielami byli Franz Schreker i Franz Schmidt (fortepian i kompozycja) oraz Guido Adler (muzykologia). W 1929 roku został dyrygentem wiedeńskiego Burgtheater, dla potrzeb którego pisał utwory muzyczne. Zrezygnował z tego stanowiska w 1939 roku. Po II wojnie światowej pełnił funkcję dyrektora Opery Wiedeńskiej (1945–1955) oraz Volksoper (1955–1963). Otrzymał Wielką Austriacką Nagrodę Państwową (1937) i nagrodę miasta Wiednia (1960).
Tworzył głównie utwory sceniczne na potrzeby wiedeńskich teatrów. Jego twórczość, osadzona w ramach tradycji wiedeńskiego romantyzmu, cechuje się lekką i przystępną tematyką.
Od 1923 roku był żonaty z pianistką Margit Gál.

## Kompozycje
(na podstawie materiałów źródłowych)

### Opery
- Dame im Traum (wyst. Wiedeń 1935)
- Iwan Sergejewitsch Tarassenk (wyst. Wiedeń 1938)
- Das Werbekleid (wyst. Salzburg 1943)
- Dreikönig (wyst. Wiedeń 1970)

### Balety
- Das lockende Phantom (1927)
- Der Taugenichts in Wien (1930)
- Österreichische Bauernhochzeit (1933)
- Weihnachtsmarchen (1933)